# Zodiac (libro)
Zodiac es un libro de no ficción escrito por Robert Graysmith sobre la serie de asesinatos sin resolver cometidos por el Asesino del Zodiaco en San Francisco, California, Estados Unidos, a finales de 1960 y principios de 1970. Desde su lanzamiento inicial en 1986, Zodiac ha vendido 4 millones de copias en todo el mundo. Graysmith era un caricaturista para el periódico San Francisco Chronicle y más tarde también escribió Zodiac Unmasked.

## Contexto
Robert Graysmith era un caricaturista que trabajaba para The San Francisco Chronicle en la década de 1960 cuando los asesinatos del Zodiaco dieron inicio. El Zodiaco envió cartas a The San Francisco Chronicle para que las publicasen en el periódico. Las cartas a menudo incluyeron evidencias de que era verdaderamente el Zodiaco el que las remitía, como un trozo de ropa de la víctima o dando detalles en el texto que sólo el asesino y la policía podían conocer. A Graysmith le intrigaron estas cartas. Durante varios años, el caricaturista mantuvo su propio álbum de recortes de evidencia, a partir del cual trató de averiguar quién era el Zodiaco por su cuenta. Cuando se le preguntó por qué se comenzó a trabajar en este libro, dijo: «Lo vi entrar a la obscuridad. Nadie está compartiendo todas las diferentes jurisdicciones ni toda esta información. ¿Qué tal si yo como particular voy por ahí con toda esta información?» Esto llevó a un período de diez años para obtener toda la información y, finalmente, a publicar el libro. El libro iba a ser originalmente titulado El Zodiaco al habla; y publicado en 1981, luego en 1983, pero finalmente se publicó en 1986 tras varios retrasos.

## Argumento
Este libro narra la historia del Asesino del Zodiaco que estuvo activo en las décadas de 1960 y 1970 en California. En él se describen las investigaciones de las muchas ramas de la ley que trabajaron en el caso y otros asesinatos que podrían haber sido cometidos por el Zodiaco, incluyendo la puñalada de Bates Cherie Jo en 1966. En capítulos posteriores lidia con muchas teorías Graysmith sobre el caso y el libro finalmente cita dos posibles sospechosos (nombrados con alias) y algunos detalles de las pruebas circunstanciales en su contra. Graysmith recibió ayuda de los departamentos de policía que se encontraban bajo las jurisdicciones de los asesinatos, sobre todo del inspector Dave Toschi del Departamento de Policía de San Francisco, que hubo trabajado en el caso del Zodiaco.

## Adaptación al cine

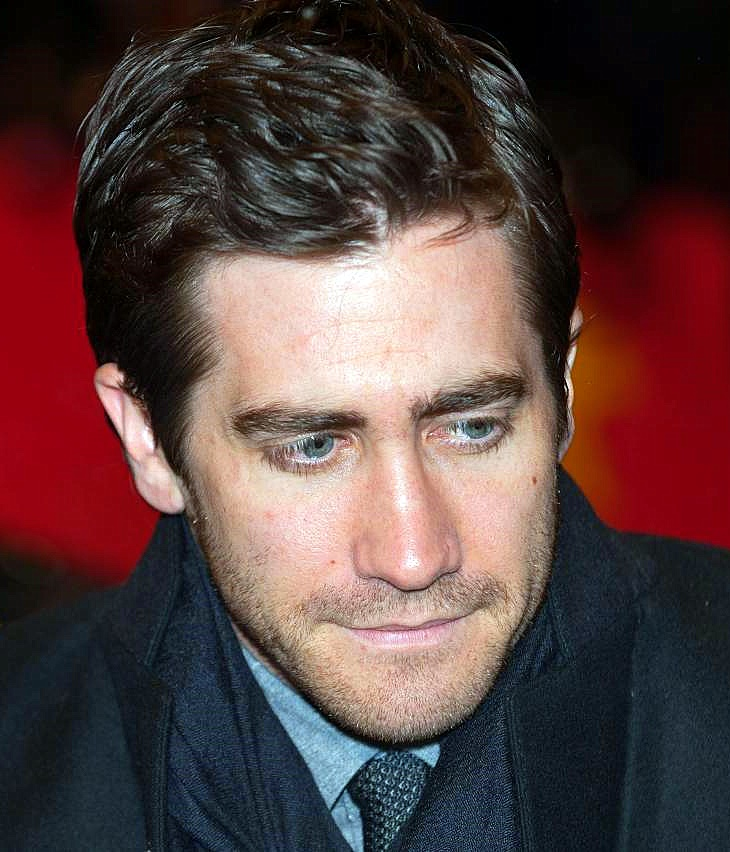
Jake Gyllenhaal interpretó a Robert Graysmith en la adaptación en película de 2007.

La adaptación en película de 2007 Zodiac está basada en los libros de Graysmith, Zodiac y Zodiac Unmasked. La película sigue la obra de Graysmith desde que fue un caricaturista en 1969 hasta varios años después de la publicación de Zodiac, a principios de la década de 1990.

### Diferencias con el libro
En la película, se describe que la mujer en el coche con su bebé, la que hubo afirmado que el Zodiaco la recogió, se dio cuenta de lo que sucedía rápidamente; se muestra que pasan una estación de servicio casi inmediatamente y la mujer comienza a temer mientras el hombre no se detiene. El hombre realmente la llevó a una estación de servicio, pero estaba cerrada; entonces, la llevó por ahí durante horas, pasando estación tras estación hasta que ella saltó del coche pues él no se detendría.
La reunión de Graysmith con Arthur Leigh Allen al final de la película es un poco diferente. Allen siguió a Graysmith hasta que se estacionó afuera de la ferretería donde Allen trabajaba. Mientras Graysmith se estacionaba, Allen se detuvo junto a su coche tan cerca que Graysmith no podía abrir la puerta, y le dio una mirada amenazadora. En la película, Graysmith entra a la ferretería y ve a Allen trabajando cuando este se vuelve y le pregunta a Graysmith si le puede ayudar.